# Rezerwat przyrody Skulski Las
Rezerwat przyrody Skulski Las – leśny rezerwat przyrody znajdujący się w gminie Żabia Wola, w powiecie grodziskim, w województwie mazowieckim. Leży na terenie Nadleśnictwa Grójec (leśnictwo Skuły).
- dokument powołujący – M.P. z 1984 r. nr 17, poz. 125[3]
- powierzchnia (według aktu powołującego) – 316,92 ha[3]
- powierzchnia (według danych z nadleśnictwa) – 311,75 ha[2]
- cel ochrony (według aktu powołującego) – zachowanie kompleksu lasów liściastych: grądu, łęgu i olsu z licznymi drzewami pomnikowymi oraz wyspowym stanowiskiem buka poza granicą zasięgu[3].

Na terenie rezerwatu rośnie dużo dorodnych dębów liczących około 200 lat. Z rzadszych gatunków roślin występują tu: bluszcz pospolity, pierwiosnka wyniosła, porzeczka czarna, przylaszczka pospolita, konwalia majowa, kopytnik pospolity, rokitnik pospolity.
Rezerwat nie posiada obowiązującego planu ochrony ani zadań ochronnych.
Przez rezerwat przebiega szlak turystyczny:
- Skuły/Bartoszówka – rez. „Skulski Las” – Żelechów